# Уитфорд, Брэдли
Брэ́дли Уи́тфорд (англ. Bradley Whitford, род. 10 октября 1959) — американский актёр и политический активист. Лауреат трёх премий «Эмми», а также трёхкратный номинант на премию «Золотой глобус».

## Ранние годы
Уитфорд родился в Мадисоне, штат Висконсин, и рос в семье квакеров. Его родители — поэтесса и писательница Женевьев Луи Уитфорд (урождённая Смит) и Джордж Ван Норман Уитфорд. В родословной Уитфорда — англичане, немцы, шотландцы, ирландцы и голландцы. Многие из его семейных ветвей тянутся до Новой Англии (Массачусетс, Коннектикут, Вермонт) 1600-х годов. С трёх до четырнадцать лет Уитфорд жил в Уэйне, Пенсильвания. В 1977-м он закончил Madison East High School, в 1981-м — Уэслианский университет, став бакалавром искусств, а в 1985-м году — Джульярдскую школу драмы, где обучался в одной группе с актёром Томасом Гибсоном.

## Карьера
Первое профессиональное выступление Уитфорда состоялось в постановке пьесы Сэма Шепарда «Проклятье голодающего класса», где его партнёршей стала Кэти Бейтс. Среди других театральных работ актёра можно отметить бродвейскую постановку Аарона Соркина «Несколько хороших парней», «Три дня дождя» в Manhattan Theatre Club, «Мера за меру» в Линкольн-центре и «Кориолан» в Folger Shakespeare Theatre в Вашингтоне, округ Колумбия.
Уитфорд появился в нескольких телешоу и фильмах в начале карьеры, прежде чем получил роль Джоша Лимана в сериале канала NBC «Западное крыло», где снимался с 1999 по 2005 год, на протяжении всего его периода трансляции. Шоу оказалось весьма успешным и любимым критиками, а Уитфорд в 2001 году выиграл премию «Эмми» за лучшую мужскую роль второго плана в драматическом телесериале. Он также номинировался на «Эмми» в 2002 и 2003 годах, а кроме этого выдвигался на «Золотой глобус» в 2001—2003 годах и вместе с актёрским составом получил премию Гильдии киноактёров США в 2001 и 2002 годах.
В 2006—2007 годах, Уитфорд снялся в сериале «Студия 60 на Сансет-Стрип», который был закрыт после одного сезона из-за низких рейтингов. Коллегой Уитфорда по сериалу был Мэттью Перри, ныне они близкие друзья. В 2010 году он сыграл главную роль в сериале «Хорошие парни», также закрытом после одного сезона. Помимо регулярной работы на телевидении появился в более тридцати кинофильмах, среди которых были «Хижина в лесу» (2011), «Маленький Манхэттен» (2005), «Кейт и Лео» (2001), «Двухсотлетний человек» (1999), «Билли Мэдисон» (1995), «Филадельфия» (1993), «Идеальный мир» (1993), «Запах женщины» (1992), «Пробуждение» (1990) и других.
В 2013 году Уитфорд начал сниматься в ситкоме ABC «Третья жена» вместе с Малин Акерман и Маршей Гей Харден. Сериал с момента старта получал похвалу от критиков, но не имел успеха в рейтингах. 8 мая 2014 года канал закрыл сериал после одного сезона. Также, в 2013 году Уитфорда можно было увидеть в фильме «Спасти мистера Бэнкса» в компании Тома Хэнкса и Эммы Томпсон.
В 2015 году Уитфорд появился в первом сезоне сериала «Очевидное» с повторяющейся ролью бизнесмена-кроссдрессера Марси. Эта роль принесла ему премии «Эмми» и «Выбор телевизионных критиков» за лучшее гостевое появление в комедийном сериале. Год спустя он заработал ещё одну номинацию в той же категории за роль учёного Магнуса Хиршфельда, с которой появился во втором сезоне шоу.
В 2017 году на экраны вышел хит «Прочь», в котором также сыграл Уитфорд, и «Секретное досье» Стивена Спилберга. Начиная с 2018 года, Уитфорд в качестве приглашённого актёра появляется в сериале «Рассказ служанки».
14 марта 2019 года на российские экраны выйдет триллер «Время возмездия» с актёром. В главной роли в картине сыграла Николь Кидман. На конец мая 2019 года запланирован выход фантастического экшна «Годзилла 2: Король монстров» также при участии Уитфорда.

## Личная жизнь
В августе 1992 года Уитфорд женился на актрисе Джейн Качмарек, в браке с которой у него родилось трое детей — дочери Фрэнсис Женевьев (род. 1997) и Мэри Луиз (род. 2002), а также сын Джордж Эдвард (род. 1999). В июне 2009 года пара подала на развод, который был завершён в октябре 2010.
В 2015 году Уитфорд начал встречаться с актрисой Эми Ландекер, которую встретил на съёмках сериала «Очевидное». В марте 2018 года пара объявила о помолвке. Они поженились 17 июля 2019 года.

## Политический активизм
Уитфорд — либерал, на протяжении многих лет является политически активным. До 2009 года он выступал в качестве колумниста сайта The Huffington Post.

## Избранная фильмография
| Год       |     | Русское название            | Оригинальное название          | Роль                     |
| --------- | --- | --------------------------- | ------------------------------ | ------------------------ |
| 1987      | ф   | Приключения приходящей няни | Adventures in Babysitting      | Майк Тоддвелл            |
| 1990      | ф   | Пробуждение                 | Awakenings                     | доктор Тайлер            |
| 1992      | ф   | Запах женщины               | Scent of a Woman               | Рэнди Слейд              |
| 1993      | ф   | Робокоп 3                   | RoboCop 3                      | Джеффри Флек             |
| 1993      | ф   | Идеальный мир               | A Perfect World                | Бобби Ли                 |
| 1993      | ф   | Филадельфия                 | Philadelphia                   | Джейми Коллинз           |
| 1994      | ф   | Клиент                      | The Client                     | Томас Финк               |
| 1995      | ф   | Билли Мэдисон               | Billy Madison                  | Эрик Гордон              |
| 1997      | ф   | Красный угол                | Red Corner                     | Боб                      |
| 1999—2005 | с   | Западное крыло              | The West Wing                  | Джош Лайман              |
| 1999      | ф   | Двухсотлетний человек       | Bicentennial Man               | Ллойд Чарни              |
| 2001      | ф   | Кейт и Лео                  | Kate & Leopold                 | Джей-Джей Камден         |
| 2005      | ф   | Маленький Манхэттен         | Little Manhattan               | Адам                     |
| 2006—2007 | с   | Студия 60 на Сансет-Стрип   | Studio 60 on the Sunset Strip  | Дэнни Трипп              |
| 2012      | ф   | Хижина в лесу               | The Cabin in the Woods         | Стив Хэдли               |
| 2013      | ф   | Расшифровка Энни Паркер     | Decoding Annie Parker          | Маршалл Паркер           |
| 2013      | ф   | Клуб «CBGB»                 | CBGB                           | Никки Гант               |
| 2013      | кор | Агент Картер                | Agent Carter                   | Джон Флинн               |
| 2013—2014 | с   | Третья жена                 | Trophy Wife                    | Питт Харрисон            |
| 2013      | ф   | Спасти мистера Бэнкса       | Saving Mr. Banks               | Дон Дагради              |
| 2014—2015 | с   | Очевидное                   | Transparent                    | Марси / Магнус Хиршфельд |
| 2017      | ф   | Секретное досье             | The Post                       | Артур Парсонс            |
| 2017      | ф   | Прочь                       | Get out                        | Дина Армитаж             |
| 2018      | ф   | Время возмездия             | Destroyer                      | ДиФранко                 |
| 2019      | ф   | Годзилла 2: Король монстров | Godzilla: King of the Monsters | доктор Рик Стэнтон       |
| 2019      | ф   | Отчаянный ход               | The Last Full Measure          | Карлтон Стэнтон          |
| 2020      | ф   | Птица в клетке. Заражение   | Songbird                       | Уильям Гриффин           |
| 2020      | ф   | Зов предков                 | The Call of the Wild           | судья Миллер             |